# Caecidotea catachaetus
Caecidotea catachaetus är en kräftdjursart som först beskrevs av Fleming och Steeves 1972.  Caecidotea catachaetus ingår i släktet Caecidotea och familjen sötvattensgråsuggor. Inga underarter finns listade i Catalogue of Life.